# Ceyhan
Ceyhan é uma cidade e distrito do sudeste da Turquia, situada na província de Adana e Região do Mediterrâneo. A área do distrito é de 1 444 km². Em 2010 tinha 158 729 habitantes (105 879 na área urbana). É a segunda cidade mais populosa da província, a seguir à capital, Adana.
Ceyhan é um importante centro de transporte para o petróleo e gás natural produzido no Médio Oriente, Ásia Central e Rússia.
O distrito situa-se na foz do rio Ceyhan, do qual tomou o nome, no centro da região de Çukurova (antiga Cilícia), 43 km a leste de Adana. O rio Ceyhan está represado em Aslantaş para controlar as cheias e irrigar a bacia em volta de Ceyhan.

## Terminais petrolíferos
O porto marítimo de Ceyhan é o término do Oleoduto Baku-Tbilisi-Ceyhan (BTC), o qual transporta crude desde o Mar Cáspio atravessando o Azerbaijão e a Geórgia, e entrando na Turquia por nordeste. O oleoduto foir terminado em maio de 2005. O terminal tem sete depósitos, um cais com capacidade para carregar simultaneamente dois petroleiros de até 300 000 toneladas de porte uma estação de tratamento de águas residuais e instalações de incineração a vapor (burn-off).
O Terminal de Ceyhan é igualmente o destino do Oleoduto Kirkuk–Ceyhan e do futuro Oleoduto Samsun–Ceyhan. No futuro, Ceyhan será também o término do gasoduto de gás natural em projeto paralelo ao Oleoduto Kirkuk–Ceyhan e da extensão planeada entre Samsun e Ceyhan do Blue Stream, o qual transporta gás natural desde a Rússia para a Turquia através do Mar Negro.

## Locais de interesse
- Caravançarai de Kurtkulağı — construído em 1659 por Deli Hüseyin Paşa e pelo arquiteto Mehmed Ağa.

- Yılankale  (castelo das serpentes) — um dos castelos do Reino Arménio da Cilícia, construído numa rochedo íngreme no século XII, durante as Cruzadas, para controlar a planície de Çukurova e as rotas comerciais para oriente.

- Tumlu Kale or Dumlukale — outro castelo

- Sirkeli Höyüğü — monumento erigido para comemorar uma batalha entre o imperador hitita Muwatalli II e o faraó egípcio Ramessés II.

## Cidades gémeas
- Azerbaijão, Sumqayıt